# Oszinnyiki
Oszinnyiki (oroszul: Осинники) város Oroszország Kemerovói területén, a novokuznyecki agglomeráció része.
Népessége: 46 001 fő (a 2010. évi népszámláláskor).

## Elhelyezkedése
A Kemerovói terület déli részén, Kemerovo területi székhelytől délre, a Kondoma (a Tom mellékfolyója) partján, a Kandalep folyócska torkolatánál helyezkedik el. Csupán 25 km-re van Novokuznyecktől, a Kuznyecki-medence nehézipari központjától. Vasútállomás a Novokuznyeck–Tastagol vonalon.

## Története
A sórok egykori faluja vagy „ulusz”-a (улус Тагдагал) a 19. század eleje óta ismert volt. A 20. század elején idetelepült oroszok nevezték el Oszinovkának. A név az orosz осина ('nyárfa') szóból keletkezett. A falu közelében 1926-ban szénbánya építése kezdődött, mellette bányásztelep, majd abból nagyobb bányaváros alakult ki. Az első nagy bánya (Kapitalnyja) kitermelése 1930-ban kezdődött, ezt az 1990-es években már bezárták. Az 1930-as években a Gulag-hoz tartozó Sziblag rövidítésű táborrendszer egyik részlegét itt alakították ki. A település 1938-ban városi rangot kapott, 1989-ig járási székhely is volt.
A városnak elsősorban a szén- és energiaipara jelentős. Az oszinnyiki szénlelőhely 14 km hosszú, 1,5–2,5 km széles sávban húzódik északkelet-délnyugati irányban. A bányáiban kitermelt kokszosítható kőszenet elsősorban Novokuznyeck kohászati ipara hasznosítja.